# 清水峠 (讃岐山脈)
| 国道193号標識 | 国道377号標識 | 国道492号標識 |

清水峠（しみずとうげ）あるいは清水越は、香川県木田郡三木町と徳島県美馬市の間にある峠。猪ノ鼻峠や大坂峠とともに阿讃三大峠といわれる。標高325メートル。

## 概要
峠道は塩江街道もしくは曽江谷街道と呼ばれ、国道193号に指定されている。また、県境にある交差点で国道377号が合流している。香川県高松市と徳島県中西部を最短で結ぶ道路として交通量は多いが、県境を示す案内標識以外に峠を示す標識などはない。
峠の最高地点・分水嶺は香川県側にあり、さぬき市の矢筈山を源流とする曽江谷川が徳島県側に向かって流れる。その流れが形成した深い谷に沿って、急傾斜地を国道193号が走っている。一方、県境付近から香川県側は香東川沿いのわりと平坦な道路となっている。
県境すぐそばの徳島県側に、ナトリウム炭酸水素塩（低張性アルカリ性）冷鉱泉の涌き出る清水温泉がある。入浴施設「清水温泉センター」は2012年（平成24年）に閉鎖となったが、2016年（平成28年）に高松市のホテル運営会社が土地と施設を買い取り、源泉から同社の運営する複数のホテルや入浴施設に湯を運搬して利用している。

## 歴史
古くから讃岐国と阿波国を結ぶ峠として往来は多く、徳島県側で金山（香川県坂出市）産のサヌカイトが見つかっている。徳島藩政期には曽江口番所が置かれ出入国の取り締まりがおこなわれていた。江戸時代から昭和初期にかけては阿讃の他の峠同様、借耕牛（かりこうし）の行き来があったが、このころ高松美馬間の阿讃連絡は相栗峠（現・県道7号）が主要路として使用されていた。
明治時代中期、阿讃連絡のための阿讃新道を建設するにあたり、相栗峠（標高577 m）より標高の低い清水峠が経路として選ばれ、これ以降第二次世界大戦後まで、数度にわたって道路の改築・新築事業がおこなわれた。この一連の事業により高松市と美馬郡間の主要幹線は完全に清水峠に移り、1953年（昭和28年）に国道193号に指定された。

## 参考資料
- 『日本地名大辞典 香川県版及び徳島県版』（角川書店）
- 『香川県大百科事典』（四国新聞社）
- 『徳島県百科事典』（徳島新聞社）
- 『徳島県の地名』（平凡社）
- 『脇町町史』